# الجین (نبراسکا)
الجین(به انگلیسی: Elgin) شهری در ایالت نبراسکا کشور ایالات متحده آمریکا است که جمعیت آن در سرشماری سال ۲۰۱۰ میلادی، ۶۶۱ نفر بوده‌است.